# WTA-toernooi van New Jersey
Het WTA-toernooi van New Jersey was een tennistoernooi voor vrouwen dat onregelmatig werd georganiseerd in de Amerikaanse staat New Jersey.
De WTA organiseerde het toernooi, dat werd gespeeld op hardcourt-binnenbanen.
In 1981 en 1982 werd hier het eindejaarstoernooi van de Toyota Series gehouden.

## Officiële toernooinamen en plaats van handeling
| 1973      | Jersey Shore Tennis Classic | Wall Township   |
| 1981–1982 | Toyota Series Championships | East Rutherford |
| 1983      | Ginny of Ridgewood          | Ridgewood       |

## Enkel- en dubbelspeltitel in één jaar
| speelster           | in het jaar |
| ------------------- | ----------- |
| Martina Navrátilová | 1982        |

## Finales

### Enkelspel
| Datum      | Naam                        | Cat.          | ($)           | Ondergrond        | Winnares            | Verliezend finaliste | Uitslag       |               |
| ---------- | --------------------------- | ------------- | ------------- | ----------------- | ------------------- | -------------------- | ------------- | ------------- |
| 1973-08-13 | Jersey Shore Tennis Classic |               | 30.000        | hardcourt, binnen | Margaret Court      | Lesley Hunt          | 4-6, 6-2, 6-3 |               |
| 1974–1980  | geen toernooi               | geen toernooi | geen toernooi | geen toernooi     | geen toernooi       | geen toernooi        | geen toernooi | geen toernooi |
| 1981-12-14 | Toyota Series Championships | WTA           | 250.000       | hardcourt, binnen | Tracy Austin        | Martina Navrátilová  | 2-6, 6-4, 6-2 |               |
| 1982-12-13 | Toyota Series Championships | WTA           | 300.000       | hardcourt, binnen | Martina Navrátilová | Chris Evert          | 4-6, 6-1, 6-2 |               |
| 1983-02-21 | Ginny of Ridgewood          |               | 50.000        | tapijt, binnen    | Alycia Moulton      | Catrin Jexell        | 6-4, 6-2      |               |

### Dubbelspel
| Datum      | Naam                        | Cat.          | ($)           | Ondergrond        | Winnaressen                     | Verliezend finalistes       | Uitslag       |               |
| ---------- | --------------------------- | ------------- | ------------- | ----------------- | ------------------------------- | --------------------------- | ------------- | ------------- |
| 1973-08-13 | Jersey Shore Tennis Classic |               | 30.000        | hardcourt, binnen | Françoise Dürr Betty Stöve      | Julie Anthony Mona Schallau | 6-4, 6-4      |               |
| 1974–1980  | geen toernooi               | geen toernooi | geen toernooi | geen toernooi     | geen toernooi                   | geen toernooi               | geen toernooi | geen toernooi |
| 1981-12-14 | Toyota Series Championships | WTA           | 250.000       | hardcourt, binnen | Martina Navrátilová Pam Shriver | Rosie Casals Wendy Turnbull | 6-3, 6-4      |               |
| 1982-12-13 | Toyota Series Championships | WTA           | 300.000       | hardcourt, binnen | Martina Navrátilová Pam Shriver | Candy Reynolds Paula Smith  | 6-4, 7-5      |               |
| 1983-02-21 | Ginny of Ridgewood          |               | 50.000        | tapijt, binnen    | Beverly Mould Elizabeth Sayers  | Rosalyn Fairbank Susan Leo  | 7-6, 4-6, 7-5 |               |

ITF-toernooien (mannen en vrouwen)

ATP-toernooien (mannen) – ATP-seizoen 2025

WTA-toernooien (vrouwen) – WTA-seizoen 2025

Voormalige toernooien mannen
Voormalige toernooien vrouwen
Voormalige amateurtoernooien